# Józef Soja
Józef Soja (ur. 1937 w Dobrzechowie w powiecie rzeszowskim, zm. 14 kwietnia 2022 w Warszawie) – pułkownik dyplomowany saperów Wojska Polskiego.

## Życiorys
W 1955 ukończył Liceum Ogólnokształcące w Strzyżowie i ochotniczo wstąpił do Oficerskiej Szkoły Korpusu Bezpieczeństwa Wewnętrznego w Legnicy. Po szkole oficerskiej od 1958 do 1962 dowodził plutonem moździerzy w jednostce podhalańskiej w Wadowicach. W latach 1962–1966 studiował w Wojskowej Akademii Technicznej na wydziale Wojsk Inżynieryjnych. W 1967 objął stanowisko szefa sztabu batalionu saperów w 5 Brygadzie Saperów, a po roku został dowódcą tego batalionu. W latach 1970–1971 był pomocnikiem szefa szkolenia Wojsk Inżynieryjnych Pomorskiego Okręgu Wojskowym. W 1971 roku został wyznaczony na stanowisko dowódcy 7 batalion saperów w Stargardzie Szczecińskim. W 1973 roku został wyznaczony na dowódcę 6 pułku pontonowego w Głogowie. Z dużym powodzeniem uczestniczył z pułkiem w wielu ćwiczeniach z wojskami, rozbudowywał jego zaplecze garażowo-techniczne. Po trzech latach w 1976 w drodze wyróżnienia skierowano go na studia w Akademii Sztabu Generalnego Sił Zbrojnych ZSRR, które ukończył w 1978. Po ukończeniu studiów objął stanowisko dowódcy 5 Brygady Saperów, gdzie dał się poznać jako dobry organizator, rozsądny i racjonalny w działaniu. W latach 1981–1987 na stanowisku szefa Wojsk Inżynieryjnych Warszawskiego Okręgu Wojskowego zwracał uwagę na dobre wyszkolenie sztabów i oddziałów inżynieryjnych okręgu, sprawnie kierował wykonywaniem przez nie zadań szkoleniowych i prac na rzecz gospodarki narodowej, zwłaszcza podczas budowy wielu mostów na Podkarpaciu.
Od jesieni 1987 roku, jako zastępca szefa Wojsk Inżynieryjnych Ministerstwa Obrony Narodowej ds. technicznych, wykazywał wiele troski o rozwój techniki inżynieryjnej, jej właściwą eksploatację i remont oraz dobrą gospodarkę sprzętem i środkami inżynieryjnymi. Odważnie i z uporem zabiegał u przełożonych, po linii technicznej, o odpowiednie środki finansowe na te cele. W 1996 roku przeszedł w stan spoczynku. Zrównoważony, kontaktowy, uczynny, dowcipny, ogólnie lubiany przez otoczenie.

## Awanse
- podporucznik – 1958
- major – 1972
- podpułkownik – 1976
- pułkownik – 1978

## Ordery i odznaczenia
- Krzyż Oficerski Orderu Odrodzenia Polski - 4 sierpnia 1994[3]
- Złoty Krzyż Zasługi
- Srebrny Krzyż Zasługi
- Brązowy Krzyż Zasługi
- Złoty Medal „Za zasługi dla obronności kraju”
- Srebrny Medal „Za zasługi dla obronności kraju”
- Brązowy Medal „Za zasługi dla obronności kraju”
- Złoty Medal „Siły Zbrojne w Służbie Ojczyzny”
- Srebrny Medal „Siły Zbrojne w Służbie Ojczyzny”
- Brązowy Medal „Siły Zbrojne w Służbie Ojczyzny”
- Odznaka Honorowa Gryfa Pomorskiego